# Patriot Front
Patriot Front es un grupo de odio neofascista y nacionalista blanco estadounidense. Como parte del movimiento de extrema derecha más amplio, el grupo se separó de la organización neonazi Vanguard America durante las secuelas de la manifestación Unite the Right en 2017. El grupo mantiene una estética estadounidense, utilizando imágenes de la cultura estadounidense, el patriotismo y otros valores estadounidenses tradicionales ampliamente aceptados para promover su ideología. 
Según la Liga Antidifamación, el grupo generó el 82% de la propaganda racista, antisemita y de odio en 2021 en los Estados Unidos, que comprende 3.992 incidentes en todos los estados excepto Hawái y Alaska.

## Historia y creencias
Patriot Front está dirigido por Thomas Ryan Rousseau, que era un adolescente cuando fundó el grupo. Rousseau tomó el control de la web y el servidor Discord de Vanguard America varias semanas antes de la manifestación Unite the Right, en la que participó como líder del movimiento de Vanguard America. Tras la mala prensa derivada del rally, Rousseau abandonó Vanguard. Usó el nombre de dominio del grupo para formar Patriot Front como un nuevo grupo y reclutar participantes de la manifestación, aunque la mayoría de los miembros de Patriot Front eran exmiembros de Vanguard. Rousseau ha sido arrestado en repetidas ocasiones por publicar volantes y calcomanías promocionando al grupo.
Al igual que con Vanguard America, Patriot Front apoya una versión de ideología centrada en los blancos compatible con las opiniones de los fascistas en todo Estados Unidos, como el cierre de fronteras y el gobierno autoritario . 
El grupo utiliza una combinación de imágenes patrióticas e históricas, como un fasces rodeado de trece estrellas, y técnicas llamativas como la detonación de bombas de humo durante manifestaciones y protestas. 

El grupo publicó un manifiesto que contenía pasajes que incluían:
Los nacidos en el extranjero pueden ocupar un estado civil dentro de las tierras ocupadas por el estado, e incluso pueden ser ciudadanos responsables, pero no pueden ser estadounidenses. La pertenencia a la nación estadounidense se hereda a través de la sangre, no de la tinta. Incluso los nacidos en Estados Unidos pueden ser extranjeros... La nacionalidad no se puede otorgar a quienes no forman parte del tronco fundador de nuestro pueblo, tampoco a quienes no comparten el espíritu común que impregna nuestra gran civilización y la diáspora europea. . . Para sobrevivir como cultura, herencia y forma de ser, nuestra nación debe aprender que sus intereses colectivos luchan contra sus amenazas colectivas de reemplazo y esclavización... El daño causado a esta nación y su gente no se reparará si cada problema requiere la aprobación y bendición del disfuncional sistema democrático estadounidense. La democracia ha fracasado en esta otrora gran nación.
Los miembros del grupo consisten en ocho redes regionales y su reclutamiento se realiza principalmente online. Si bien el grupo se enfoca en distribuir propaganda y condenar la violencia, los expertos en supremacía blanca confirman que las creencias fundamentales del grupo promueven la violencia.
Una investigación de 2019 realizada por ProPublica estimó que el grupo tenía alrededor de 300 miembros. Para 2021, Patriot Front tenía 42 secciones y era el principal grupo supremacista blanco del país según el Southern Poverty Law Center (SPLC). El SPLC dijo que Patriot Front era el grupo nacionalista blanco más activo que usaba flyers como herramienta de reclutamiento.

## Actividades y eventos

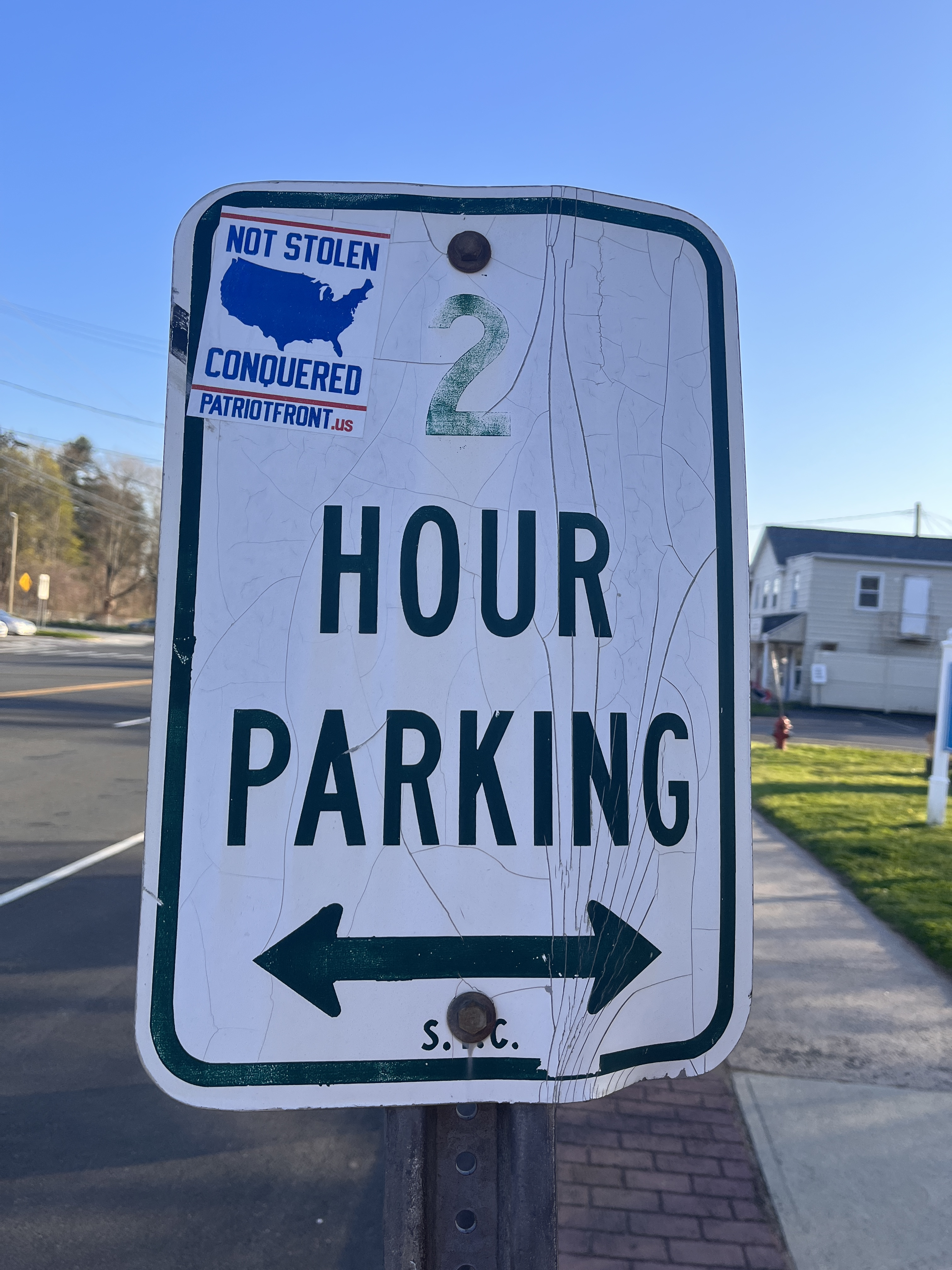
Una pegatina del Patriot Front en una señal de tráfico en Portland, Connecticut

Las actividades de Patriot Front, que el grupo llama "activismo", consisten en distribuir propaganda, organizar manifestaciones, y "realizar diversos actos de servicio público". Estos actos, a menudo capturados en fotografías y videos por miembros, se han visto en al menos 25 estados. La Liga Antidifamación (ADL, por sus siglas en inglés) estimó que el grupo generó el 80 % de los mensajes de propaganda racista, antisemita y otros mensajes de odio rastreados por la ADL en los EE. UU. durante 2020. La ADL descubrió que el volumen de mensajes en 2020 fue más del doble del nivel de 2019.

### 2018
El 28 de julio de 2018, miembros de Patriot Front marcharon en una protesta de Occupy ICE en San Antonio, Texas. Alrededor de una docena de miembros encabezados por Thomas Rousseau se acercaron a un campamento cantando "Naciones fuertes, fronteras fuertes". Se grabaron destrozando las tiendas de campaña y los carteles de los manifestantes. Nadie salió herido.

### 2019
El 13 de febrero de 2019, se vieron flyers de Patriot Front en la sección de East Boston de Boston, Massachusetts. Los flyers decían: "Mantenga a Estados Unidos estadounidense", "Mejor muerto que rojo" y "¿Será su discurso un discurso de odio?" Marty Walsh, el alcalde de Boston, denunció los flyers. Dos días después, el 15 de febrero, la policía arrestó a tres miembros del Frente Patriota por colocar flyers. Un miembro golpeó la mano de un oficial de policía cuando cogía su cartera. Otro miembro, estaba armado con un cuchillo retráctil de 5 pulgadas (12,7 cm), y un tercero tenía una paleta con mango de madera y puños americanos . Un abogado de uno de los hombres argumentó que el incidente fue de "estupidez juvenil", y agregó que los tres hombres se conocieron mientras jugaban Xbox. Los tres hombres comparecieron más tarde ante el tribunal.

### 2020
El 8 de febrero de 2020, alrededor de 100 miembros de Patriot Front marcharon en Washington D. C., a lo largo del National Mall desde el Lincoln Memorial hasta los terrenos del Capitolio de los EE. UU., y luego se dirigieron hacia el norte hasta un Walmart cerca de Washington Union Station. Los manifestantes vestían pantalones de color caqui, chaquetas azul oscuro a juego con parches de la bandera en la manga izquierda, sombreros, máscaras faciales blancas y gafas de sol oscuras. Llevaban varias versiones modificadas de la bandera estadounidense con el logotipo de Patriot Front con un fasces en un círculo de 13 estrellas que reemplazaba las 50 estrellas normales y diferentes números de franjas rojas y blancas.

Bandera alternativa usada por los miembros del Frente Patriota

En agosto de 2020, la policía arrestó a tres hombres que habían colocado calcomanías en letreros en el césped del Palacio de Justicia del Condado de Parker en Weatherford, Texas. Rousseau, líder del Frente Patriota, estaba entre los detenidos. Fueron acusados de conducta criminal, encarcelados con una fianza de $500 y liberados. Anteriormente en el juzgado, los manifestantes exigieron la eliminación de una estatua confederada, mientras que los contramanifestantes defendieron la estatua.

### 2021
El 29 de enero de 2021, un grupo de hombres que vestían pantalones caqui, chaquetas azules a juego con parches y mascarillas blancas marcharon por el National Mall hacia el Capitolio de los Estados Unidos portando banderas con el simbolismo del Frente Patriota.
El 4 de diciembre de 2021, más de 100 miembros de Patriot Front realizaron una manifestación en el centro de Washington D. C., cantando "retomar America", portando banderas y escudos de plástico y vistiendo uniformes que consistían en botas blancas, gafas de sol, chaquetas azules, pantalones caqui, y sombreros. Algunos usaban espinilleras de plástico.

### 2022
En enero de 2022, miembros de Patriot Front fueron vistos en la manifestación contra el aborto March for Life de 2022 en Washington D. C.
El 11 de junio de 2022, la policía arrestó a 31 miembros de Patriot Front cuando los agentes de policía detuvieron un camión U-Haul repleto de hombres cerca de un evento del Orgullo LGBT en Coeur d'Alene, Idaho . Fueron acusados de conspiración para amotinarse. Rousseau fue uno de los miembros arrestados. La persona que llamó inicialmente informó que el grupo se encontraba en un hotel e informó sobre el grupo de hombres, afirmando que vieron a un grupo de hombres subirse a un U-Haul después de recuperar los protectores de la parte trasera de un camión. La Oficina del Sheriff del condado de Kootenai publicó las fotos policiales y los nombres de los 31 arrestados, que provenían de al menos 11 estados.
Después de los arrestos, el jefe de policía de Coeur d'Alene dijo que el departamento de policía recibió amenazas de muerte y doxing. Para el 13 de junio, los 31 miembros habían sido puestos en libertad bajo fianza. Luego del arresto, Patriot Front publicó un video que muestra imágenes del interior del camión U-Haul, incluidas conversaciones que tuvieron lugar antes del arresto. El resto del video muestra al grupo siendo rescatado de la cárcel del condado de Kootenai, y en un momento, un hombre que se identifica como el líder del grupo, Thomas Rousseau, hace comentarios sobre que no hay evidencia contra ellos. Los documentos judiciales confirman que la policía no encontró drogas ilegales ni ningún otro artículo ilegal en los 31 hombres arrestados. Entre las evidencias recolectadas, se encontró un documento mecanografiado que detallaba el objetivo del grupo y una minuciosa planificación. El documento incluía ubicaciones de llamadas, puntos de control principales, tiempos de simulacro, tiempos de preparación, ventanas de observación, coordenadas GPS para un punto de entrega, dos planes de respaldo y el uso de 'humo'. También se describió una estrategia de salida para "una vez que se haya establecido una cantidad adecuada de tiempo y una dinámica de confrontación". La policía describió a Thomas Rousseau como colaborador durante el proceso y supuestamente les dijo a los oficiales que estaba allí para "ejercer sus derechos de la Primera Enmienda". Los oficiales afirman que el propósito de la presencia del grupo era "alzar una voz contra la depravación moral que permite que se lleven a cabo eventos como este [evento del Orgullo LGBT]".
El 2 de julio de 2022, alrededor de 100 miembros enmascarados fueron vistos marchando en Boston con banderas y escudos que contenían insignias fascistas.

### Chats online filtrados
El 21 de enero de 2022, Unicorn Riot, una organización de medios de comunicación de izquierda sin fines de lucro, publicó más de 400 gigabytes de archivos de audio filtrados, registros de chat, documentos, fotografías y videos del servidor de chat de Patriot Front. La filtración reveló los esfuerzos diarios de la organización del grupo para reclutar nuevos miembros y aumentar su perfil público a través de comunicaciones privadas en Rocket.Chat, una plataforma de mensajería de código abierto.
Los registros de chat mostraron que el grupo tuvo problemas para ampliar sus miembros, a menudo reprendiendo a los integrantes por no cumplir con los requisitos de aptitud física y participación, según The Guardian. En una conversación  del 14 de diciembre de 2021, el líder Rousseau escribió: "Estamos absolutamente desesperados por encontrar gente nueva. Hemos estado en una media de miembros de 220 a 230 durante casi un año completo".
Las comunicaciones revelaron que el grupo intentó inflar el número de miembros y su importancia; describió planes para difundir información errónea sobre eventos públicos en sitios de redes sociales, como Twitter, Reddit y 4chan, y enviar reportes de noticias falsas a los periodistas en los medios de comunicación tradicionales; y notas detalladas de entrevistas con miembros potenciales.
La filtración también incluyó fotografías y videos de miembros entrenando, pegando propaganda, etiquetando paredes y pilares de calles, y desplegando pancartas sobre los pasos elevados de las autopistas. Una serie de videos se centró en la asistencia de Rousseau a la conferencia American Renaissance de noviembre de 2021 en Montgomery Bell State Park en Tennessee. Los documentos de la filtración incluían guías de comportamiento dentro y fuera de Internet y seguridad de la información; hojas de cálculo de seguimiento de la pérdida de peso mensual entre los miembros; capturas de pantalla de comunicaciones privadas; e informes de caminatas en grupo.

## Otras lecturas
- Bogna, John (21 de diciembre de 2017). «White supremacist group reportedly becoming more active in its home state» (en inglés estadounidense). Consultado el 23 de diciembre de 2017.
- Griffith, Jessica (4 de julio de 2021). «White Supremacists March in Philadelphia on the Eve of July 4th».
- Olmos, Sergio (Dec 22, 2021). «Why US far-right groups are shifting their focus to local communities». The Guardian.
- Ortiz, Al (20 de diciembre de 2017). «Report Warns About New White Supremacist Group Increasing Activity In Texas» (en inglés estadounidense). Houston Public Media. Consultado el 23 de diciembre de 2017.